# Roger de Moulins
Roger de Moulins (  – 1187) a Jeruzsálemi Szent János Ispotályos Lovagrend normandiai származású nagymestere volt Jeruzsálemben. Elődje Szíriai Joubert volt, akitől a tisztséget 1177-ben vette át. 1187-ben meghalt, utóda Armengol de Aspa lett.
Nagymestersége alatt a rend tevékenysége eltolódott a katonai fellépés felé, ami arra ösztönözte III. Sándor pápát, hogy 1178 és 1180 között kiadja Piam admodum című bulláját, amelyben megfeddte Roger de Moulinst a szegények istápolásának elhanyagolása miatt. Az egyházfő igényének megfelelően az 1181-es nagykáptalan módosított a rend szabályzatán.
1178-ban a francia nagyperjelség és a provence-i kettévált. Egyes adatok szerint 1187-ben alakult meg a rend lengyel perjelsége Poznańban. (Más kutatások szerint ez már 1170. május 6-án megtörtént.)
1187. július 4-én a johanniták részt vettek a Hattíni csatában, amelyben Szaladin egyiptomi szultán megsemmisítette a keresztény sereget. Az ütközet után számos lovag került fogságba, őket Szaladin kivégeztette. 1187. október 2-án az egyiptomi sereg elfoglalta Jeruzsálemet. A rend Margatba költözött.